# Black Rock (película de 2012)
Black Rock es un thriller estadounidense dirigido por Katie Aselton, basado en un guion de su marido Mark Duplass. La película se estrenó el 21 de enero de 2012 en el Festival de Cine de Sundance y en las salas de cine el 17 de mayo de 2013. Katie Aselton, Lake Bell y Kate Bosworth, protagonistas de Black Rock, son tres amigas que se reúnen en una isla remota después de años de estar separadas, sólo para tener que luchar por sus vidas.

## Argumento
Sarah (Kate Bosworth) invita a sus amigas de la infancia, Abby (Katie Aselton) y Lou (Lake Bell), a una isla remota en la que pasaron un tiempo en su juventud, con la esperanza de volver a reunir al distante grupo. Aunque Abby y Lou se muestran reticentes, van con Sarah a la isla. Mientras están allí, usan un mapa dibujado a mano para intentar encontrar una cápsula del tiempo que habían enterrado cuando eran niñas. Desisten después de que Abby comienza una pelea con Lou por haberse acostado con su novio hace años, algo que Abby nunca ha superado y que arruinó su amistad.
En su primera noche, mientras acampan en la playa, se encuentran con Henry (Will Bouvier), Derek (Jay Paulson) y Alex (Anslem Richardson), tres soldados veteranos que están de caza en la isla. Lou reconoce a Henry como el hermano menor de un antiguo compañero de clase y Abby invita a los tres a acampar con ellas. Mientras está borracha, Abby coquetea con Henry y eventualmente lo lleva al bosque para liarse. Cuando ella trata de detenerlo, Henry se vuelve agresivo y trata de violarla. Abby le golpea en la cabeza con una roca.
Al oír los gritos de Abby, el resto del grupo llega corriendo y encuentran a Henry muerto. Abby intenta explicar lo que sucedió pero los hombres no le creen y se enfurecen porque ha asesinado a su mejor amigo. Derek y Alex dejan a las tres mujeres inconscientes. Cuando se despiertan, están atadas por las muñecas en la playa. Derek, el más agresivo de los dos hombres, se empeña en matarlas, pero Alex intenta detenerlo. Abby incita a Derek a que la libere para que puedan pelear mano a mano. Cuando lo hace, Lou lo ataca mientras Sarah arroja arena a la cara de Alex para prevenir que éste ataque. Las tres mujeres escapan y se esconden por separado, y los dos hombres juran que las matarán.
Después de esconderse por separado, se reúnen en un fuerte de la infancia y deciden esperar hasta el anochecer para intentar llegar a su bote. Al hacerlo, descubren que los dos hombres han cortado la cuerda que amarraba el barco a la orilla, lo que lo envía flotando al mar. Abby y Lou creen que pueden nadar, pero Sarah considera que está demasiado lejos y que morirían de hipotermia antes de llegar. Mientras se arrastran hacia el mar, Sarah protesta en voz alta contra el plan e intenta volver a los árboles, pero los hombres le disparan en la cabeza. Lou y Abby intentan nadar hacia el bote pero no lo logran, en cambio se dirigen a otra parte de la orilla. Alex cae por una cuesta mientras las persigue y se rompe la pierna. Lou y Abby regresan al fuerte, se quitan la ropa y se acurrucan para calentarse.
Por la mañana, completamente desnudas, Lou y Abby encuentran la cápsula del tiempo y sacan una navaja suiza del interior. Afilan palos para convertirlos en armas. Mientras lo hacen, hablan del pasado y se reconcilian. Registran la isla y encuentran a los cazadores acampando en la playa, con un Alex herido durmiendo en las cercanías. Abby se aproxima a Alex, preparada para cortarle la garganta. Sin embargo, accidentalmente lo despierta y él grita llamando a Derek. Lou corre hacia Derek, distrayéndolo y Abby lucha con Alex, eventualmente disparándole con su propia escopeta. Derek persigue a Lou y Abby y finalmente las acorrala en un descampado. Dispara su arma, pero se da cuenta de que se ha quedado sin balas. Saca su cuchillo de caza y las dos mujeres lo atacan desde direcciones opuestas. Pelean, con una Lou herida que finalmente le corta la garganta a Derek con su cuchillo.
Lou y Abby nadan hacia el bote. La película termina con ambas entrando en el muelle donde los pescadores las miran con cautela.

## Reparto
- Katie Aselton como Abby
- Lake Bell como Lou
- Kate Bosworth como Sarah
- Will Bouvier como Henry
- Jay Paulson como Derek
- Anslem Richardson como Alex
- Carl K. Aselton III como Pescador

## Desarrollo
Katie Aselton comenzó a desarrollar la película en el año 2011, expresando su interés en dirigir un thriller que el público viera como realista. Se confirmó que Mark Duplass estaba escribiendo el guion y la pareja buscó recaudar fondos a través de crowdsourcing en Kickstarter. Kate Bosworth y Lake Bell fueron contratadas e incorporadas a Black Rock para interpretar a Sarah y Lou, y Submarine Entertainment se encargó de las ventas.

## Recepción
En el sitio web Rotten Tomatoes, tiene un índice de aprobación del 52% en base a las críticas de 58 críticos con una puntuación media de 5,28/10. El consenso del sitio dice: "Surge a partir de ideas más inteligentes que el promedio de los thrillers de persecución, pero en última instancia, Black Rock recurre a ingredientes decepcionantemente familiares". En Metacritic, tiene una puntuación media de 46 sobre 100, basada en las críticas de 19 críticos, indicando "críticas mixtas".
Un crítico de Bloody Disgusting le otorgó a la película tres estrellas de cinco, cuestionando la inteligencia de los personajes femeninos sobre lo que él veía como "elecciones estúpidas" y "falta de lógica de los personajes". Justin Lowe, de The Hollywood Reporter, comentó que aunque la película fue "satisfactoria", los personajes femeninos de la película "se acercan demasiado a los estereotipos de género".